# Topol u zámeckého parku
Topol u zámeckého parku byl solitérní památný strom, topol černý (Populus nigra) v centru Sokolova v Karlovarském kraji. Rostl nedaleko sokolovského zámku, mezi kruhovým objezdem a panelovým domem v Nábřežní ulici. Strom tvořil významnou dominantu centra města. To byl i hlavní důvod jeho vyhlášení památným stromem, přestože se jedná o rychle rostoucí, krátkověký druh dřeviny s křehkým dřevem. Vyhlašování topolů památnými stromy proto nebývá obvyklé.
Koruna stromu sahala do výšky 28 m, obvod kmene měřil 560 cm (měření 2004).
Strom nebyl v dobém stavu a přes pravidelné odborné ošetřování v letech 1997, 2002 a 2005 hrozil při bouři jeho pád. Po provedení tahové zkoušky a na základě následného znaleckého posudku z roku 2004 byly zajištěny redukční řezy v koruně. Přes provedená opatření však roku 2009 prokázala opakovaná tahová zkouška, že došlo k výraznému snížení odolnosti proti zlomení a vyvrácení. Při zachováním stromu by hrozil jeho pád a ohrožení bezpečnosti obyvatel a proto byla zrušena ochrana a strom pokácen. Z kmene vyřezaný kotouč byl umístěn k zámecké zdi na nádvoří zámku.
Strom byl chráněn od roku 1984 do roku 2010 jako strom významný vzrůstem a habitem.

## Stromy vokolí
- Stříbrný javor v Husových sadech
- Jilm pod Starou Ovčárnou